# Mary Shepard
Mary Eleanor Jessie Knox, de soltera Shepard, (25 de diciembre de 1909-4 de septiembre de 2000) fue una ilustradora  de libros para niños británica.
Se la conoce por las ilustraciones de las ediciones de Mary Poppins escritas por Pamela Lyndon Travers (de 1934 a 1988). The Times de Londres tituló el artículo necrológico sobre Shepard, «Mary Shepard: Darle a Mary Poppins una apariencia».
Fuera de la industria editorial, Mary Shepard utilizaba su nombre de casada Mary Knox.

## Vida y carrera
Era hija  de E. H. Shepard, un famoso caricaturista e  ilustrador de literatura infantil autor de ilustraciones como Winnie-the-Pooh de A. A. Milne en la década de 1920, y una edición de The Wind in the Willows de Kenneth Grahame en 1931.
Se graduó en la Escuela de Arte Slade. Tenía 23 años cuando su padre estaba demasiado ocupado para ilustrar Mary Poppins y Travers descubrió su trabajo en una tarjeta de Navidad.
Mary Shepard se casó con E. V. Knox, padre de Penelope Fitzgerald.